# Pseudorthodes velata
Pseudorthodes velata là một loài bướm đêm trong họ Noctuidae.